# Мхитарян, Армен Ашотович
Арме́н Ашо́тович Мхитаря́н (арм. Արմեն  Մխիթարյան, 8 апреля 1961, Ереван, Армянская ССР) — армянский политический и общественный деятель.

## Биография
Родился 8 апреля 1961 г. в г. Ереване. В 1990 г. окончил Ереванский институт народного хозяйства, в 1997 г. — Ереванский университет «Вардананц». Экономист. Юрист.
1979—1981 гг. — служба в Советской Армии.
1982—1983 гг. — слесарь на Ереванской сувенирной фабрике.
1983—1991 гг. — режиссёр на Гостелерадио Армении.
1991—1994 гг. — председатель ООО «Арабкир — Хнус».
1989—1993 гг. — участник событий в Карабахе.
1994—1999 гг. — заместитель начальника управления МВД Еревана, начальник Шенгавитского ОВД, начальник управления угрозыска МВД, начальник Арабкирского ОВД.
С 1996 года председатель Союза ветеранов афганской войны РА.
1999—2003 гг. — депутат НС (избирательный округ N 6). Член постоянной комиссии по обороне, национальной безопасности и внутренним делам НС. Член фракции «Единство».
2003—2007 гг. — депутат НС (избирательный округ N 7). Член Постоянной комиссии по внешним сношениям НС. Член фракции РПА. Член РПА.
12 мая 2007 года избран депутатом НС по пропорциональной избирательной системе от РПА .
12 мая 2012 года избран депутатом НС по пропорциональной избирательной системе от РПА.

## Семья
Женат, имеет 2 ребёнка.